# Le Quesnoy-en-Artois
Le Quesnoy-en-Artois és un municipi francès situat al departament del Pas de Calais i a la regió dels Alts de França. L'any 2007 tenia 354 habitants.

## Demografia

### Població
El 2007 la població de fet de Le Quesnoy-en-Artois era de 354 persones. Hi havia 130 famílies de les quals 24 eren unipersonals (4 homes vivint sols i 20 dones vivint soles), 49 parelles sense fills, 53 parelles amb fills i 4 famílies monoparentals amb fills.
La població ha evolucionat segons el següent gràfic:
Habitants censats

### Habitatges
El 2007 hi havia 152 habitatges, 132 eren l'habitatge principal de la família, 13 eren segones residències i 6 estaven desocupats. Tots els 152 habitatges eren cases. Dels 132 habitatges principals, 90 estaven ocupats pels seus propietaris, 38 estaven llogats i ocupats pels llogaters i 4 estaven cedits a títol gratuït; 1 tenia dues cambres, 6 en tenien tres, 29 en tenien quatre i 96 en tenien cinc o més. 111 habitatges disposaven pel capbaix d'una plaça de pàrquing. A 63 habitatges hi havia un automòbil i a 57 n'hi havia dos o més.

### Piràmide de població
La piràmide de població per edats i sexe el 2009 era:
| Homes | Edats   | Dones |
| ----- | ------- | ----- |
| 0     | 95 o +  | 0     |
| 0     | 90 a 94 | 4     |
| 0     | 85 a 89 | 0     |
| 0     | 80 a 84 | 4     |
| 8     | 75 a 79 | 4     |
| 8     | 70 a 74 | 24    |
| 8     | 65 a 69 | 0     |
| 12    | 60 a 64 | 0     |
| 8     | 55 a 59 | 8     |
| 16    | 50 a 54 | 12    |
| 8     | 45 a 49 | 20    |
| 8     | 40 a 44 | 4     |
| 8     | 35 a 39 | 8     |
| 12    | 30 a 34 | 4     |
| 20    | 25 a 29 | 8     |
| 12    | 20 a 24 | 12    |
| 0     | 15 a 19 | 16    |
| 4     | 10 a 14 | 4     |
| 12    | 5 a 9   | 4     |
| 12    | 0 a 4   | 12    |

## Economia
El 2007 la població en edat de treballar era de 223 persones, 159 eren actives i 64 eren inactives. De les 159 persones actives 137 estaven ocupades (74 homes i 63 dones) i 22 estaven aturades (12 homes i 10 dones). De les 64 persones inactives 19 estaven jubilades, 15 estaven estudiant i 30 estaven classificades com a «altres inactius».

### Ingressos
El 2009 a Le Quesnoy-en-Artois hi havia 135 unitats fiscals que integraven 342 persones, la mediana anual d'ingressos fiscals per persona era de 14.341 €.

### Activitats econòmiques
Dels 5 establiments que hi havia el 2007, 1 era d'una empresa de construcció, 1 d'una empresa de comerç i reparació d'automòbils, 2 d'empreses de transport i 1 d'una empresa de serveis.
L'únic servei als particulars que hi havia el 2009 era un paleta.
L'any 2000 a Le Quesnoy-en-Artois hi havia 16 explotacions agrícoles que ocupaven un total de 828 hectàrees.

## Equipaments sanitaris i escolars
El 2009 hi havia una escola elemental integrada dins d'un grup escolar amb les comunes properes formant una escola dispersa.

## Poblacions més properes
El següent diagrama mostra les poblacions més properes.